# Notommata fasciola
Notommata fasciola är en hjuldjursart som beskrevs av Myers 1933. Notommata fasciola ingår i släktet Notommata och familjen Notommatidae. Inga underarter finns listade i Catalogue of Life.